# Chiesa di San Paolo d'Alga

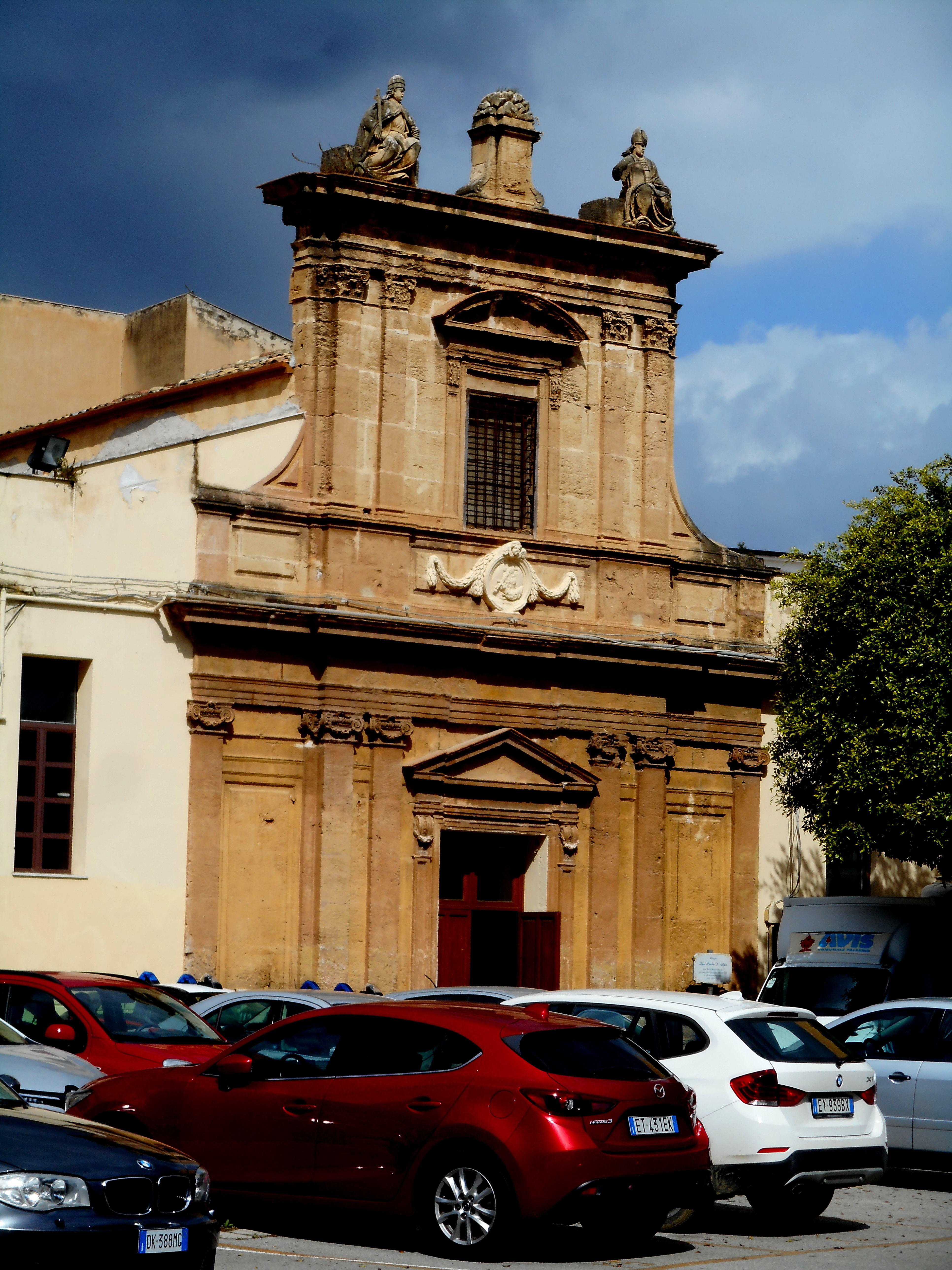
San Paolo d'Algas

La chiesa di San Paolo d'Alga è un edificio di culto cattolico situato nel centro storico di Palermo e appartenente all'insieme monumentale del quartiere militare di San Giacomo degli Spagnoli.
La Galka, ossia il «recinto», comprendeva il Palazzo Reale con la Cappella di San Pietro, il Palazzo della Curia e il quartiere militare. Edifici delimitati da un tracciato di mura - corrispondente per molti tratti al primitivo tracciato delle mura puniche - e da alte torri, che circondava recintandolo alla stregua di una cittadella fortificata, l'insieme dei palazzi in cui erano insediati e concentrati i tre poteri: sovrano, ecclesiastico e militare ovvero il temporale, spirituale e difensivo.

## Storia
Dall'etimo arabo e conseguente trascrizione sono derivate, come per tanti altri edifici di culto e poli monumentali, svariate accezioni. Univocamente la chiesa di San Paolo d'Alga al Piano di San Paolo fu cappella palatina della famiglia Frangipane, ramo siciliano, suffraganea della chiesa di San Pietro di Palazzo reale.

### Epoca aragonese
La datazione più remota è riportata sull'acquasantiera recante l'iscrizione Hyeronimus Papaleo me fieri fecit 1316 sebbene il riferimento all'Ecclesia S. Pauli del palacio servorum fosse presente nella lista degli approvvigionamenti di pescato, regia concessione risalente al 1312.
Una nota del Senato Palermitano del 1417 disponeva perentoriamente che: con le pietre del Palazzo degli Schiavi posseduto da Bernardo Cabrera si restaurasse la detta chiesa, demolita in parte da personale dipendente dallo stesso Cabrera.
Nel 1448 la struttura fu concessa alle Maestranze degli Spadari e nel 1451 alla costituita confraternita, Alfonso V d'Aragona dispose la cessione del terreno adiacente per ingrandire il tempio, circostanza che determinò un primo ciclo di interventi e restauri.

### Epoca spagnola
Nel 1622 il viceré di Sicilia Emanuele Filiberto di Savoia edificò il quartiere e l'Ospedale di San Giacomo. L'area comprendeva oltre gli edifici militari, tre luoghi di culto: la chiesa di Santa Maria Maddalena d'epoca normanna, la chiesa di San Giacomo dei Militari del 1482, la chiesa di San Paolo d'Alga al Piano di San Paolo del 1312.
L'aggregato preposto alla difesa del Palazzo dei Normanni e degli edifici compresi nella paleopolis, nel 1650 fu ulteriormente recintato dal viceré di Sicilia Giovanni d'Austria. Due varchi consentivano l'accesso alla piazza d'armi: uno posto sul Cassaro di fronte ai baluardi della reggia, l'altro volto ad oriente.

### Epoca contemporanea
Nel 1741 la chiesa fu oggetto di visita da parte di Giovanni Angelo De Ciocchis, il quale relazionava lo stato di necessità di restauri urgenti. Tra il 1741 e il 1743 l'incaricato regio compie per conto del sovrano di Sicilia Carlo III di Spagna una ricognizione generale di benefici e beni religiosi soggetti a patronato regio, all'interno dell'intero territorio siciliano e contemplati nella raccolta di atti e documenti denominati "Acta e Monumenta".
Verosimilmente i lavori di restauro compiuti nel XVIII secolo hanno comportato la definizione della facciata barocca con connotazioni e richiami di stile neorinascimentale.
Attualmente il tempio è sconsacrato, inglobato e adibito a palestra nelle strutture militari della Caserme Dalla Chiesa-Calatafimi a Porta Nuova.

### Architettura
Prospetto in conci tufacei rivolto ad oriente ripartito su due ordini, facciata di stile barocco - rinascimentale con unico portale delimitato da paraste binate, sormontato da timpano triangolare. Sei paraste sono presenti al livello inferiore, quattro al livello superiore con capitelli corinzi, corpi raccordati con volute ad arco. Al centro, un grande finestrone con timpano ad arco sovrasta uno stemma festonato con le insegne dell'Apostolo. La prospettiva si chiude con un piatto cornicione sommitale caratterizzato da un pilastro decorativo intermedio delimitato dalle figure di santi in abiti e insegne pontificali.
L'interno documentato a tre navate con tre soli altari presenta:
- Abside maggiore dedicata a San Paolo Apostolo. Sull'altare un quadro antico raffigurante la Conversione di San Paolo. Già documentata una primitiva statua lignea.[4]
- Absidiola destra: Cappella del Santissimo Crocifisso. Cappella contigua alla maggiore dalla parte destra.[4]
- Absidiola sinistra: Cappella della Vergine Maria. Cappella ubicata dalla parte sinistra colla sua immagine antica.[4]

## Opere
Sono documentate le seguenti opere: 
- Madonna degli agonizzanti, dipinto.[4]
- San Carlo Borromeo, dipinto.[4]

## Confraternita degli Spadari
Sodalizio attestato intorno al 1451.